# Saint-Michel-de-Castelnau
Saint-Michel-de-Castelnau è un comune francese di 245 abitanti situato nel dipartimento della Gironda nella regione della Nuova Aquitania.

## Società

### Evoluzione demografica
Abitanti censiti